# 中島秀之
中島 秀之（なかしま ひでゆき、1952年11月14日 - ）は、日本の人工知能研究者。札幌市立大学 理事長・学長。公立はこだて未来大学2代目学長（2004年～2016年）。電子技術総合研究所、産業技術総合研究所、東京大学特任教授（5年間）などを経て現職。情報処理学会元副会長、フェロー。人工知能学会フェロー。元日本認知科学会会長。元産業技術総合研究所サイバーアシスト研究センター長。弁護士の中島健仁は弟。

## 来歴
1952年兵庫県西宮市生まれ。1971年東京大学理科一類入学。1977年東京大学工学部計数工学科卒業。1983年東京大学大学院工学系研究科情報工学専門課程博士課程修了（和田英一研究室）。工学博士。論文名は「知識表現システムPROLOG/KR」。 主な業績は、Prolog/KRの開発。
2016年6月 東京大学大学院情報理工学系研究科の先端人工知能学教育寄付講座(5年間)の特任教授に就任。トヨタ、ドワンゴ、オムロン、パナソニック、野村総研、ディー・エヌ・エー、みずほフィナンシャルグループ、三菱重工業の8社から総額約9億円を集め、教育と研究にあたる。星新一賞選考委員。

## 受賞歴[2]
- 1985年 日本情報処理学会 論文賞
- 1986年 日本情報処理学会 山内賞
- 1987年 日本情報処理学会 学術奨励賞
- 1987年 元岡記念会元岡賞
- 1988年 日本人工知能学会 昭和62年度論文賞
- 1993年 日本情報処理学会 山内賞
- 1993年 日本認知科学会 論文賞
- 1997年 電子技術総合研究所 業績賞

## 著書
- 「AI白書」KADOKAWA, 2017
- 「人工知能とは」近代科学社, 2016
- 「知能の物語」公立はこだて未来大学出版会, 2015
- 「Handbook of Ambient Intelligence and Smart Environments」, Springer, 2009 (Hideyuki Nakashima, Hamid Aghajan and Juan Carlos Augusto Eds.)
- 「Massively Multi-Agent Systems I」LNAI 3446, Springer, 2005 (T. Ishida, L. Gasser and H. Nakashima Eds.)
- 「Ubiquitous Computing Systems」LNCS 3598, Springer, 2005 (H. Murakami, H. Nakashima, H. Tokuda and M. Yasumura Eds.)
- 「知能の謎：認知発達ロボティクスの挑戦」講談社ブルーバックス, 2004（瀬名, 浅田, 銅谷, 谷, 茂木, 開, 中島, 石黒, 國吉, 柴田著）
- 「AI事典 第2版」共立出版, 2003（土屋、中島、中川、橋田、松原、大澤、高間編）
- 「知的エージェントのための集合と論理」共立出版, 2000
- 「Approaches to Intelligent Agents」Springer-Verlag LNAI 1733, 1999 (H. Nakashima and C. Zhang Eds.)
- 「協調プログラミング例題集」bit別冊, 共立出版, 1996（中島、松原、本位田編）
- 「Situated Disambiguation with Properly Specified Representation」in Kees van Deemter and Stanley Peters (Eds.) "Semantic Ambiguity and Underspecification" （pp. 77-98）CSLI Publications, 1995 (H. Nakashima and Y. Harada)
- 「思考」岩波講座認知科学8, 1995（中島、高野、伊藤著）
- 「認知科学の基礎」岩波講座認知科学1, 1995（橋田、安西、波多野、田中、郡司、中島著）
- 「マルチ エージェントと協調計算 I」近代科学社, 1992（編）
- 「楽しいプログラミング II　記号の世界」岩波書店,1992（中島、上田著）
- 「AI事典」UPU, 1988（土屋、中島、中川、橋田、松原編）
- 「知識表現とProlog/KR」産業図書, 1985
- 「Prolog」産業図書, 1983

## 訳書
- 「エージェントアプローチ人工知能」共立出版, 1999（共訳）
- 「エキスパートシステム」産業図書, 1986（共訳）